# مورتن بيرنس
مورتن بيرنس (بالألمانية: Morten Behrens)‏ هو لاعب كرة قدم ألماني، ولد في 1 أبريل 1997 في باد زغهبرغ في ألمانيا. لعب مع نادي هامبورغ.

## وصلات خارجية
- مورتن بيرنس على موقع قاعدة بيانات كرة القدم.إي يو (الإنجليزية)
- مورتن بيرنس على موقع عالم كرة القدم.نت (الإنجليزية)